# Hannah Gale
Hannah Gale, född 1876, död 1970, var en kanadensisk politiker.
Hon var ledamot av stadsfullmäktige i Calgary 1918-1924. Hon var den första valda kvinnliga politikern i Kanada.